# Aaron Hughes
Aaron William Hughes (1979. november 8., Cookstown, Észak-Írország) északír labdarúgó, aki jelenleg a Fulhamben játszik hátvédként.

## Pályafutása

### Newcastle United
Hughes 1996-ban került be a Newcastle United ifiakadémiájára. A felnőttek között 1997. november 26-án, egy Barcelona ellen mérkőzésen mutatkozott be. A bajnokságban a Sheffield Wednesday ellen debütált. Az 1999/00-es szezonra sikerült állandó helyet szereznie magának a kezdőben. A Newcastle-nél töltött ideje alatt minden sorozatot egybevéve 279 alkalommal lépett pályára és hét gólt lőtt.

### Aston Villa
2005. május 20-án 1 millió fontért az Aston Villához igazolt. Az ott töltött ideje alatt 54 Premier League-meccsen kapott lehetőséget.

### Fulham
2007. június 27-én a Fulhamhez szerződött. Amikor Brian McBride sérült volt, ő kapta meg a csapatkapitányi karszalagot. 2013-ig köti szerződés a londoniakhoz.

## Válogatott
Hughes 1998. március 25-én, Szlovákia ellen mutatkozott be az északír válogatottban. 2002. április 17-én, Spanyolország ellen ő volt a csapatkapitány. Azóta állandóan ő viseli a kapitányi karszalagot, többek között Anglia, Spanyolország és Svédország ellen is győzelemre vezette nemzeti csapatát.

## Külső hivatkozások
- Aaron Hughes pályafutásának statisztikái a Soccerbase oldalon (angolul)

- Aaron Hughes adatlapja a Fulham honlapján

## Fordítás
- Ez a szócikk részben vagy egészben  az   Aaron Hughes című angol Wikipédia-szócikk fordításán alapul.  Az eredeti cikk szerkesztőit annak laptörténete sorolja fel. Ez a jelzés csupán a megfogalmazás eredetét és a szerzői jogokat jelzi, nem szolgál a cikkben szereplő információk forrásmegjelöléseként.